# Calvert River
Calvert River är ett vattendrag i Australien. Det ligger i territoriet Northern Territory, omkring 850 kilometer sydost om territoriets huvudstad Darwin.
I omgivningarna runt Calvert River växer huvudsakligen savannskog. Trakten runt Calvert River är nära nog obefolkad, med mindre än två invånare per kvadratkilometer. Savannklimat råder i trakten. Genomsnittlig årsnederbörd är 1 376 millimeter. Den regnigaste månaden är januari, med i genomsnitt 531 mm nederbörd, och den torraste är augusti, med 1 mm nederbörd.